# Kellenhusen (Ostsee)
Kellenhusen (Ostsee) – gmina uzdrowiskowa w Niemczech w kraju związkowym Szlezwik-Holsztyn, w powiecie Ostholstein. Wraz z gminami Dahme, Grube oraz Grömitz tworzy wspólnotę administracyjną (Verwaltungsgemeinschaft) z siedzibą w Grömitz.